# 魏子栋
魏子栋，重庆大学化学化工学院教授，主要从事新能源材料化学与化工、电化学反应工程、分子催化等方面的研究工作。担任中国化工学会理事、中国化学会会士，入选中华人民共和国教育部2009年度"长江学者"特聘教授。